# 大嘴鱷口鮃
大嘴鱷口鮃（学名：Kamoharaia megastoma），又名鱷口鮃;扁魚、皇帝魚、半邊魚、比目魚，为輻鰭魚綱鰈形目鰈亞目鮃科鱷口鮃屬下的一个种，為深海魚類，棲息深度約800公尺，分布於西太平洋區，從日本南部至澳洲西北部海域，體長可達22.5公分，棲息在沙泥底質底層水域，生活習性不明。